# Museo de Macao
El Museo de Macao (en chino: 澳門博物館; en portugués: Museu de Macau) se encuentra en la colina de la Fortaleza do Monte, una fortaleza del siglo XVI en Macao al sur de China. El museo presenta la historia de la ciudad y el territorio de la antigua colonia portuguesa de Macau, ahora una Región Administrativa Especial de la República Popular de China.
La planificación del museo se inició en abril de 1995, su construcción se inició en septiembre de 1996. El museo fue inaugurado el 18 de abril de 1998. El edificio del museo se encuentra en el interior de la Fortaleza do Monte. Su tamaño total es de unos 2.800 m², con unos 2.100 m² de superficie de exposición.